# Tuyến Jinjeop
Tuyến Jinjeop (Tiếng Hàn: 진접선, Hanja: 榛接線) là tuyến đường sắt diện rộng kết nối Ga Danggogae ở Sanggye-dong, Nowon-gu, Seoul và Ga Jinjeop, Jinjeop-eup, Namyangju-si, Gyeonggi-do và là một phần của Tàu điện ngầm vùng thủ đô Seoul tuyến 4. Nó được xây dựng để kết nối với Byeolnae-gu, Onam-gu và Jinjeop-gu được phát triển ở phía đông bắc của vùng thủ đô và để di dời Depot Chang-dong.

## Lịch sử
- 10 tháng 12 năm 2014: Khởi công xây dựng
- 6 tháng 8 năm 2021: Công bố bảng cự ly đường sắt và xác nhận tên ga
- 9 tháng 8 năm 2021: Điều áp của đường ray
- 10 tháng 8 năm 2021: Bắt đầu vận hành thử
- 19 tháng 3 năm 2022: Khai trương

## Bản đồ tuyến
|  |

|  |

|  |

|  |

|  |

|  |

|  |

|  |

|  |

|  |

|  |

|  |

|  |

|  |

|  |

|  |

|  |

|  |

|  |

|  |

## Ga
| Số ga                                                  | Tên ga                                                 | Tên ga                                                 | Tên ga                                                 | Chuyển tuyến                                           | Khoảng cách                                            | Tổng khoảng cách                                       | Vị trí                                                 | Vị trí                                                 |
| Số ga                                                  | Tiếng Anh                                              | Hangul                                                 | Hanja                                                  | Chuyển tuyến                                           | Khoảng cách                                            | Tổng khoảng cách                                       | Vị trí                                                 | Vị trí                                                 |
| ↑ Kết nối trực tiếp với Tàu điện ngầm Seoul tuyến số 4 | ↑ Kết nối trực tiếp với Tàu điện ngầm Seoul tuyến số 4 | ↑ Kết nối trực tiếp với Tàu điện ngầm Seoul tuyến số 4 | ↑ Kết nối trực tiếp với Tàu điện ngầm Seoul tuyến số 4 | ↑ Kết nối trực tiếp với Tàu điện ngầm Seoul tuyến số 4 | ↑ Kết nối trực tiếp với Tàu điện ngầm Seoul tuyến số 4 | ↑ Kết nối trực tiếp với Tàu điện ngầm Seoul tuyến số 4 | ↑ Kết nối trực tiếp với Tàu điện ngầm Seoul tuyến số 4 | ↑ Kết nối trực tiếp với Tàu điện ngầm Seoul tuyến số 4 |
| ------------------------------------------------------ | ------------------------------------------------------ | ------------------------------------------------------ | ------------------------------------------------------ | ------------------------------------------------------ | ------------------------------------------------------ | ------------------------------------------------------ | ------------------------------------------------------ | ------------------------------------------------------ |
| 409                                                    | Danggogae                                              | 당고개                                                 | 당고개                                                 |                                                        | 0.0                                                    | 0.0                                                    | Seoul                                                  | Nowon-gu                                               |
| 408                                                    | Byeollae Byeolgaram                                    | 별내별가람                                             | 別內별가람                                             |                                                        | 4.4                                                    | 4.4                                                    | Gyeonggi-do                                            | Namyangju-si                                           |
| 407                                                    | Pungyang                                               | 풍양                                                   | 豊壤                                                   |                                                        |                                                        |                                                        | Gyeonggi-do                                            | Namyangju-si                                           |
| 406                                                    | Onam                                                   | 오남                                                   | 梧南                                                   |                                                        | 7.7                                                    | 12.1                                                   | Gyeonggi-do                                            | Namyangju-si                                           |
| 405                                                    | Jinjeop                                                | 진접                                                   | 榛接                                                   |                                                        | 2.1                                                    | 14.2                                                   | Gyeonggi-do                                            | Namyangju-si                                           |

- Giữa ga Byeolnaebyeolgaram và ga Onam, ga Pungyang mới dự kiến sẽ mở vào năm 2026.[1]